# イシドジョウ
イシドジョウ（石泥鰌、石鰌、Cobitis takatsuensis）は、コイ目ドジョウ科シマドジョウ属に属する魚。日本固有種である。
学名は最初に島根県高津川で発見されたためこの名がつく。和名の「イシ」は石の多い所に生息するため付けられた。
また、中国語では高鰍と呼ばれている。タイプ産地は島根県鹿足郡高津川水系。

## 分布
日本の島根県、広島県、山口県、福岡県に分布する。

## 形態
全長は5-7cm。最大で8cm。河川によって模様が異なる。
吻から眼を通り背部を走る暗色線と眼の下に明瞭な暗色線があり尾柄が長く寸胴に見える。口ひげは3対で、第2口髭が極めて長い。背鰭の分枝軟条数は6本。尾鰭の模様は不規則な2～4列の横帯がある。尾鰭付け根の黒点は上下とも明瞭で離れる。尾鰭は膜鰭が発達する。オス胸鰭の骨質盤は発達しない。

## 生態
25℃以下の冷たく清らかな流れを好み、山間の河川の上流域、伏流水のある中流域などに生息する。しかし、高水温には耐性があり、小規模な河川の場合、下流域まで生息可能。
食性は雑食性で小型の水生昆虫や石上面の藻類などを食べている。
繁殖形態は卵生。不明な点が多いが、繁殖期は6～8月にかけてで、礫底中にとどまって産卵すると考えられている。
卵は卵黄径が約2.7mmと大きく抱卵数が少ない。孵化した仔魚はしばらく礫底中にとどまって成長する。冬季には礫底中に深く潜って越冬するが、九州の生息地では冬季でも採集されることがある。
野外での寿命は2年程度で、飼育下では3年以上。

## 保全状況評価
- 絶滅危惧IB類 (EN)（環境省レッドリスト）

流域開発による淵の消失や礫底の目詰まりなどが原因で生息地は縮小している。

## 人間との関係
2006年に四国産のイシドジョウが「ヒナイシドジョウ」として分けられ、新種記載された。
警戒心が強いため、動かずに観察しなければ見つけられない。
観賞魚として飼育される事もあるが高水温に弱いため注意が必要である。